# جف کانینگهام
جف کانینگهام (انگلیسی: Jeff Cunningham؛ زادهٔ ۲۱ اوت ۱۹۷۶) یک بازیکن فوتبال اهل ایالات متحده آمریکا است.
او همچنین در تیم‌های ملی فوتبال ایالات متحده آمریکا جامائیکا بازی کرده است.